# Eichen-Hülsenwälder
Die Eichen-Hülsenwälder sind ein Naturschutzgebiet im niedersächsischen Flecken Steyerberg im Landkreis Nienburg/Weser.
Das aus zwei Teilflächen bestehende Naturschutzgebiet mit dem Kennzeichen NSG HA 018 ist 3,6 Hektar groß. Das Gebiet steht seit dem 15. Januar 1949 unter Naturschutz. Zuständige untere Naturschutzbehörde ist der Landkreis Nienburg/Weser.
Das Naturschutzgebiet liegt in etwas zwischen Sulingen und Steyerberg und stellt einen Eichenwald am Rande der Aue der Siede unter Schutz. Der Eichenwald ist von einem hohen Anteil an alten Bäumen und Totholz geprägt. 
Die beiden Teilflächen sind nahezu vollständig von landwirtschaftlichen Nutzflächen umgeben.